# Hydrotaea incompta
Hydrotaea incompta är en tvåvingeart som först beskrevs av Johann Wilhelm Meigen 1826.  Hydrotaea incompta ingår i släktet Hydrotaea och familjen husflugor. Inga underarter finns listade i Catalogue of Life.